# 郭怡雅神父紀念學校

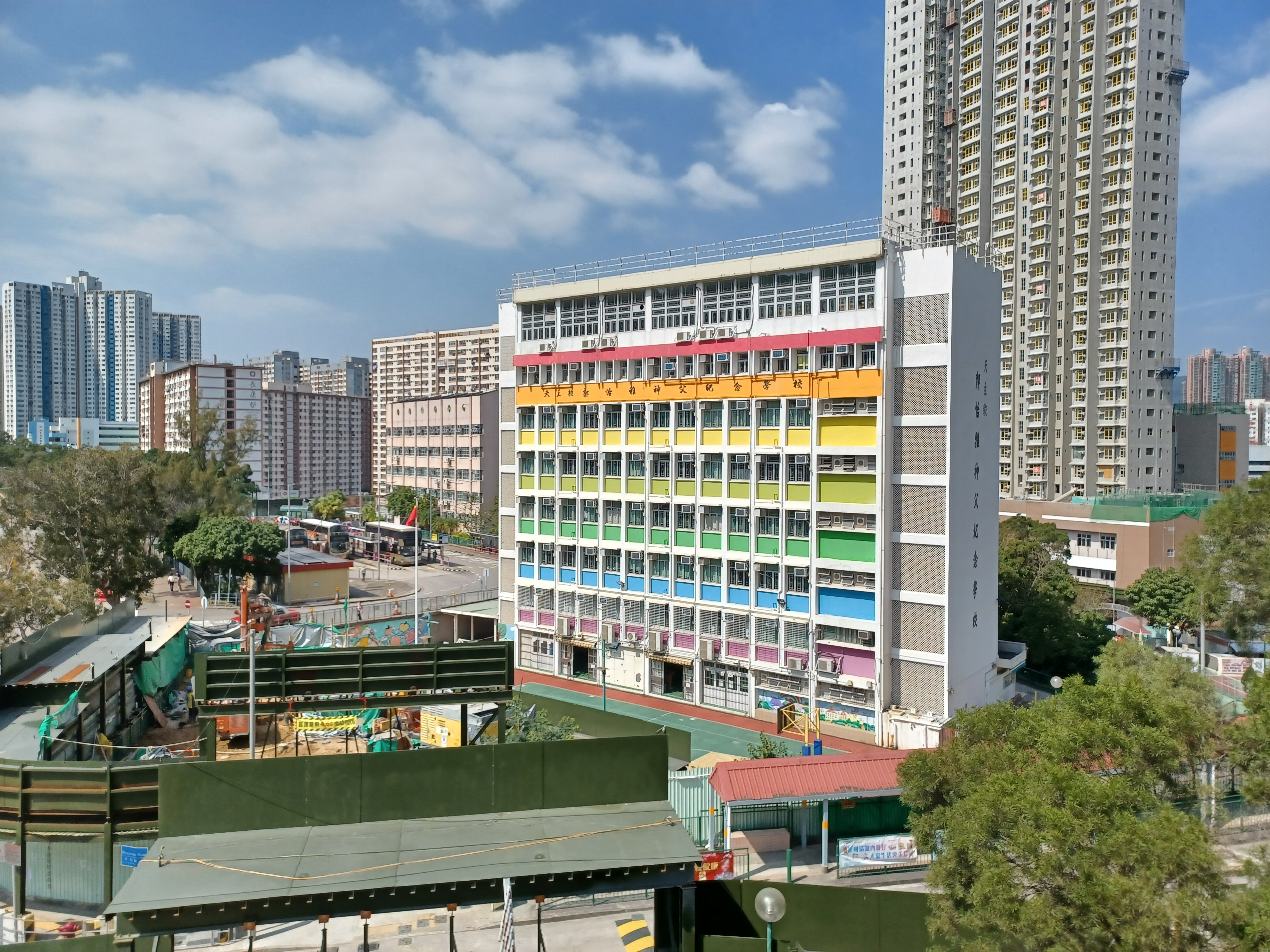
長青邨青松樓望向天主教郭怡雅神父紀念學校校舍

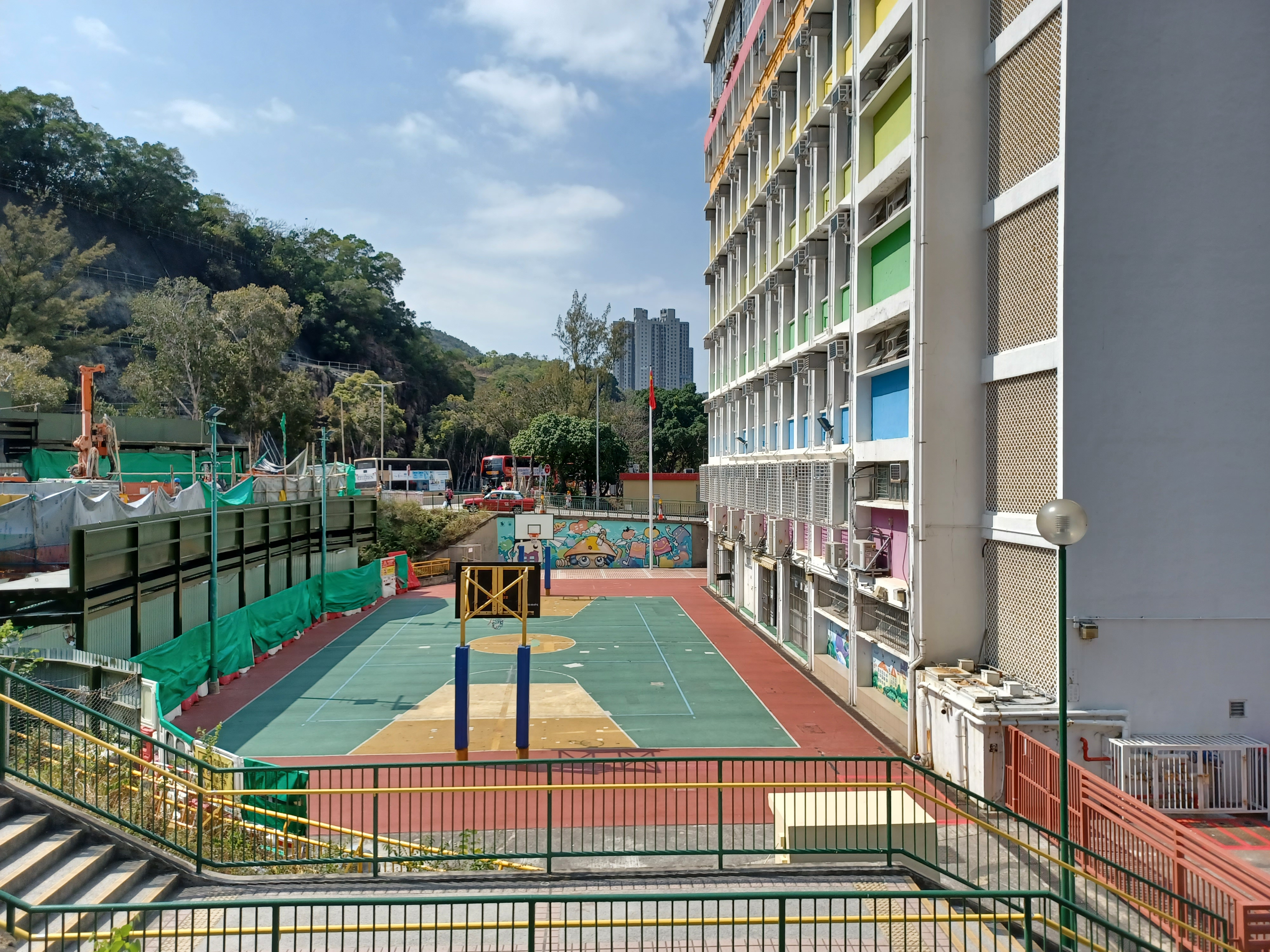
校舍籃球場

郭怡雅神父紀念學校（英語：Fr. Cucchiara Memorial School）位於新界青衣島長青邨第二校舍，是青衣島上唯一天主教小學，1977年由顯主女修會創辦創立，1987年由天主教香港教區接辦，成為香港教區屬校之一，2005年9月起轉為全日制學校，2007年7月成立校友會。校訓為「以樂事主」。全校共有教師38人，包括一位外籍英語教師。

## 校舍

### 長青邨現有校舍
現有校舍為一座後期設計的「火柴盒」小學，佔地1,400平方米，設24間課室及各種特別室。
隨著新校於2025年落成，此校舍將交還予房屋署，隨後重建為1幢公營房屋，提供約770伙，預計2030年落成。

### 長沙灣新校舍
此校的新校舍位於長沙灣凱樂苑旁，為一座後千禧校舍，佔地6,220平方米，設30間課室及各種特別室。
此校於2020年獲批准遷往位於長沙灣凱樂苑側的新建校舍用地，預計2025年完工。該後千禧校舍由巴馬丹拿設計，利基控股承建，於2023年初動工。

## 新校舍施工圖集

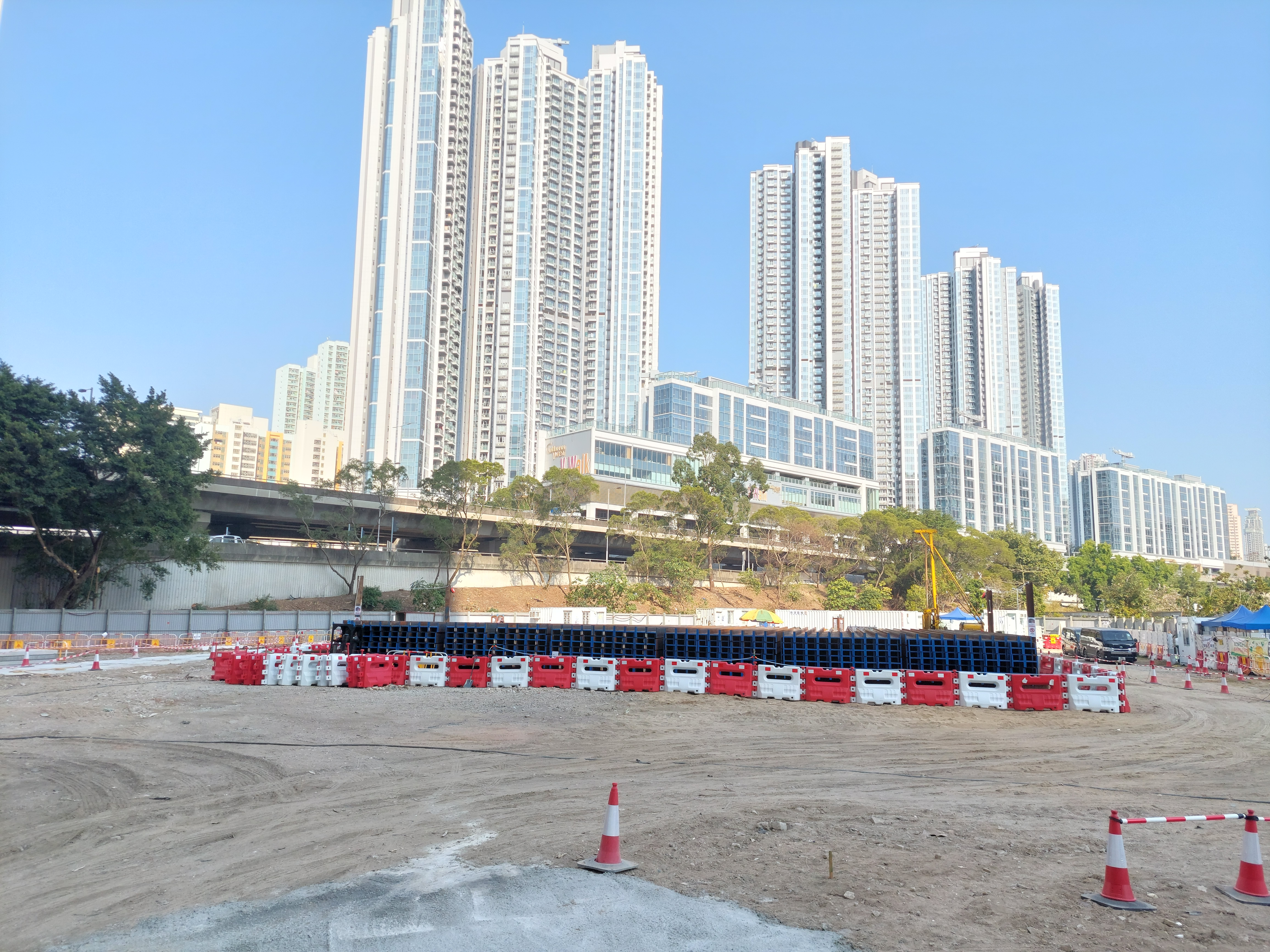
準備打樁，2023年3月
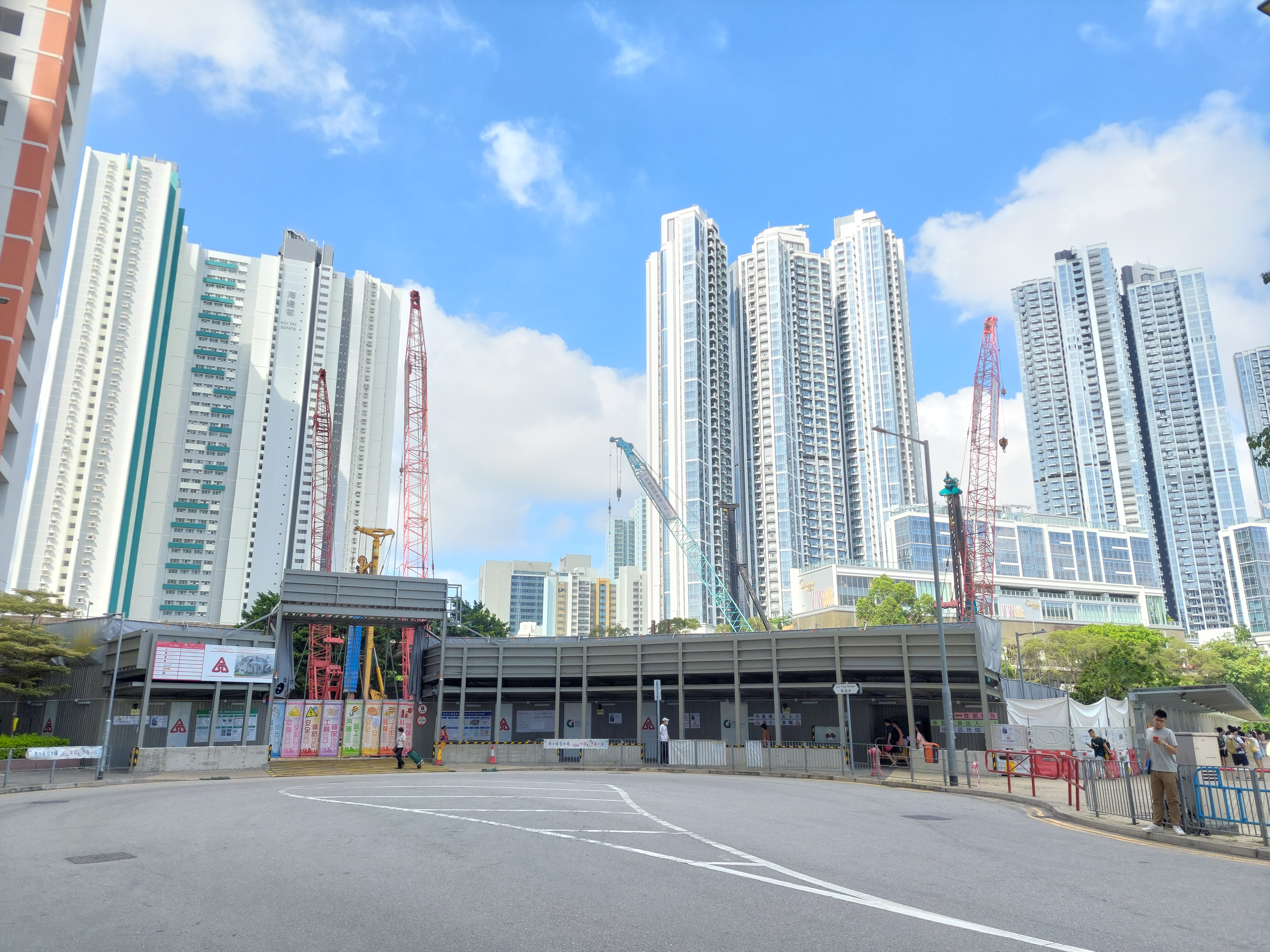
開始打樁工程，2023年5月
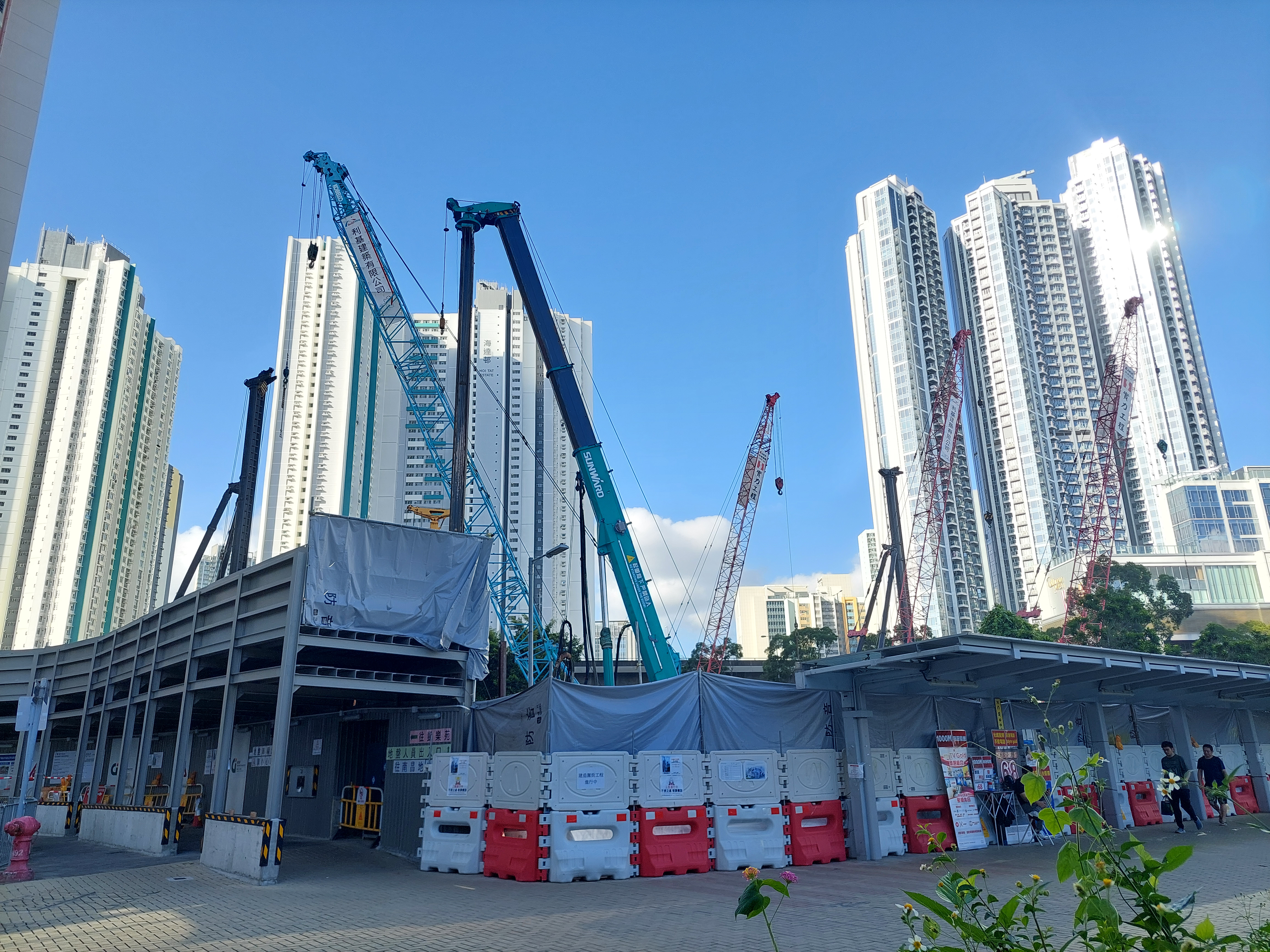
2023年8月
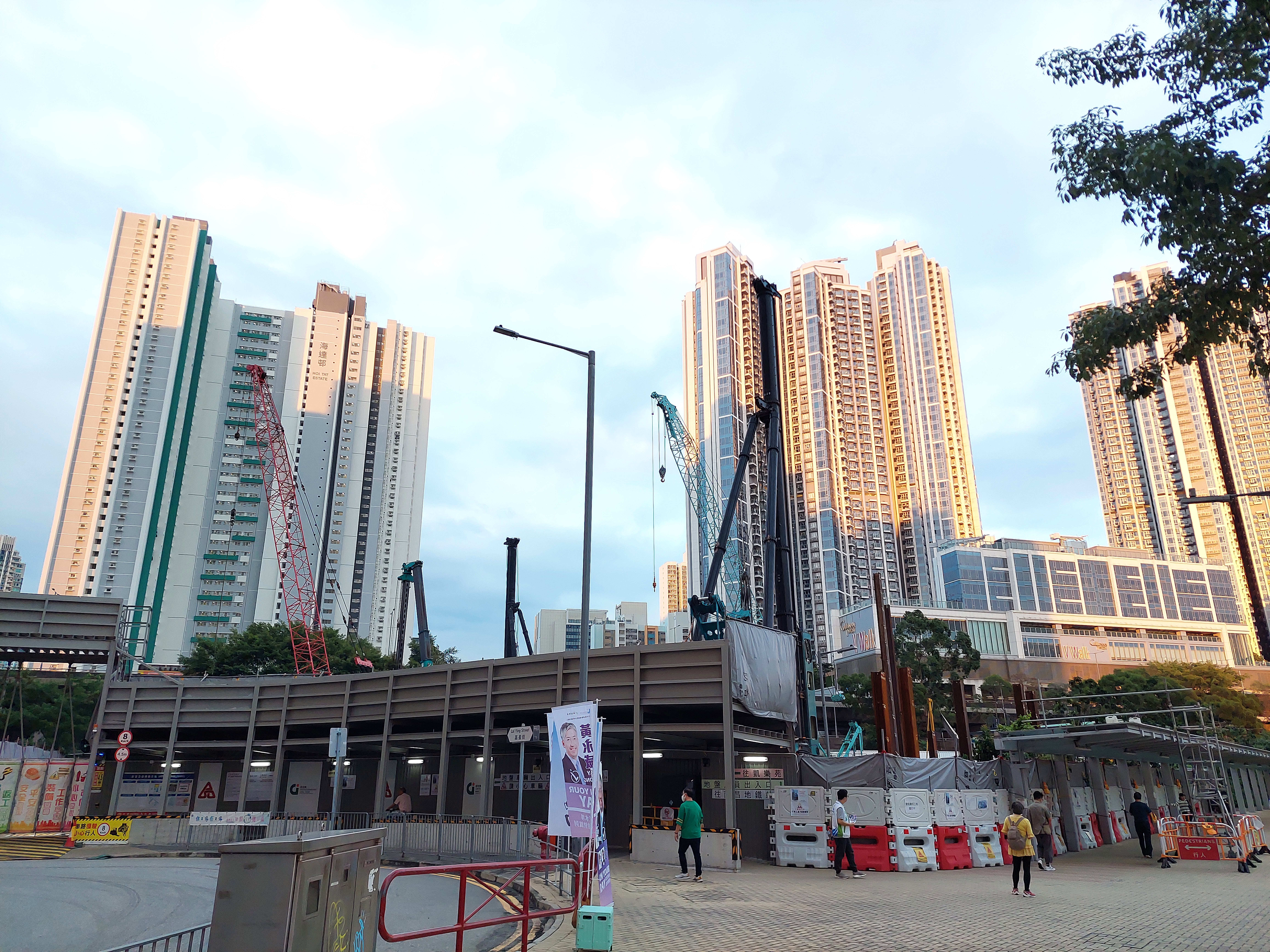
2023年11月
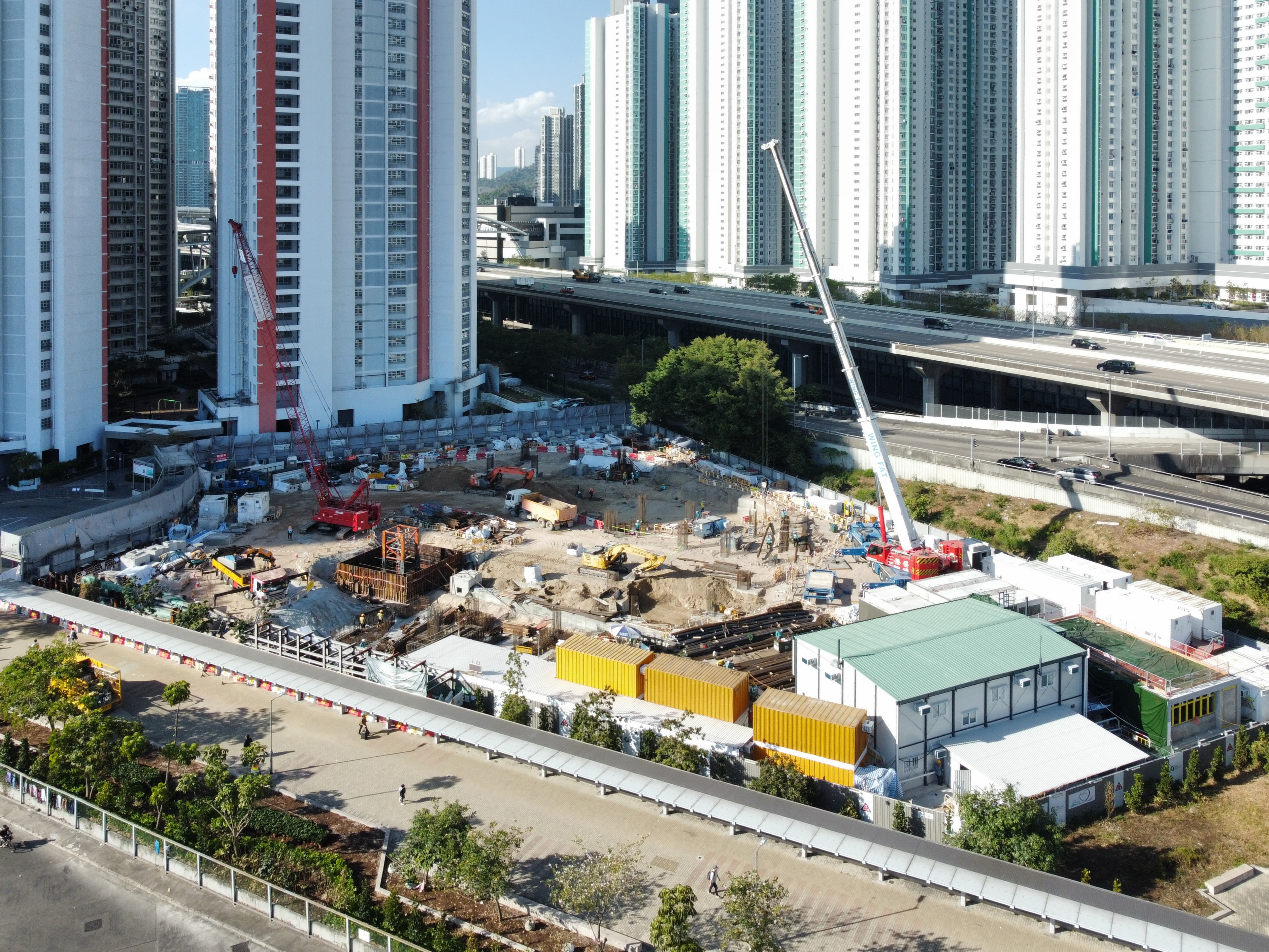
開始上蓋工程，2024年1月
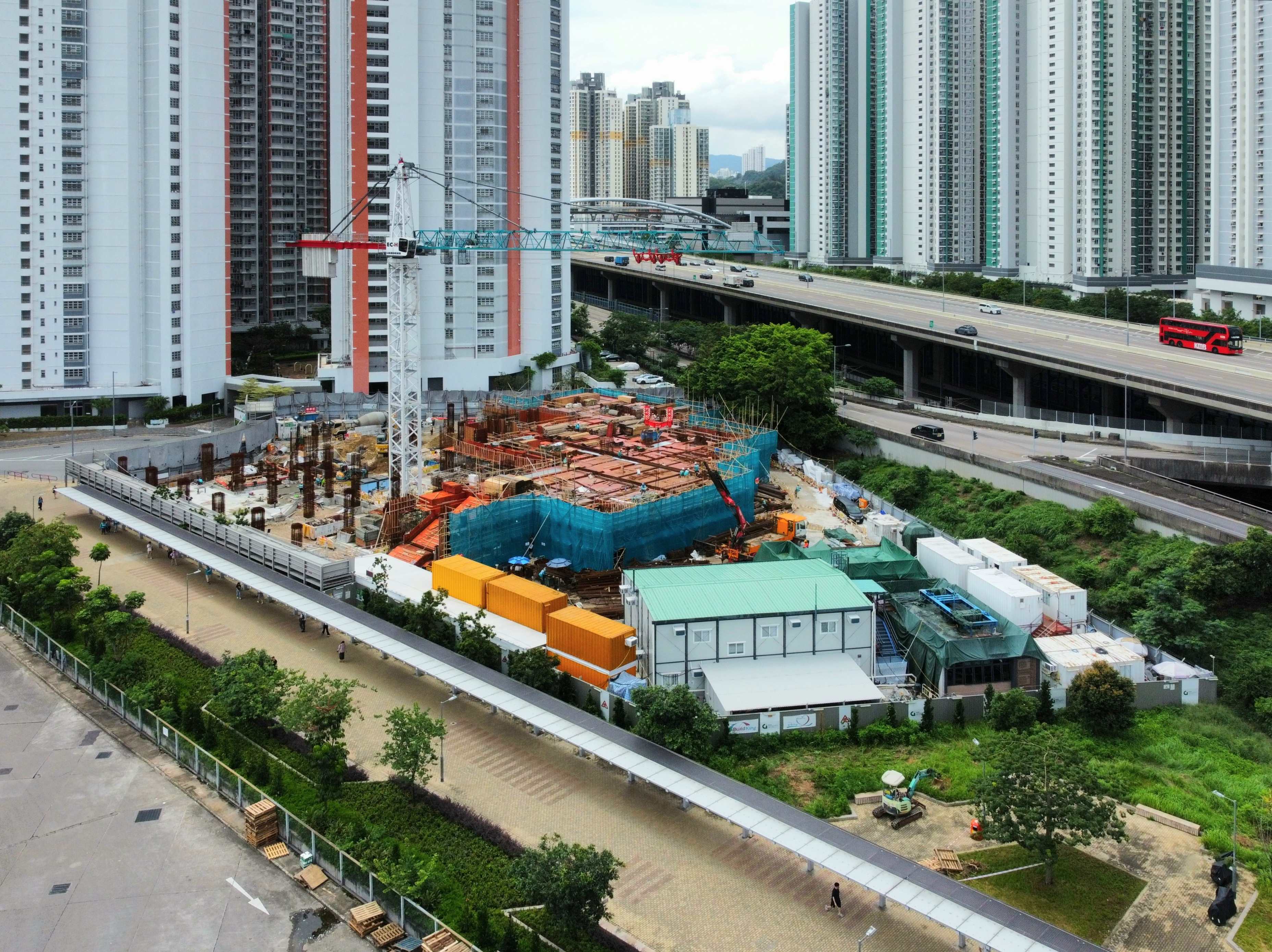
2024年6月
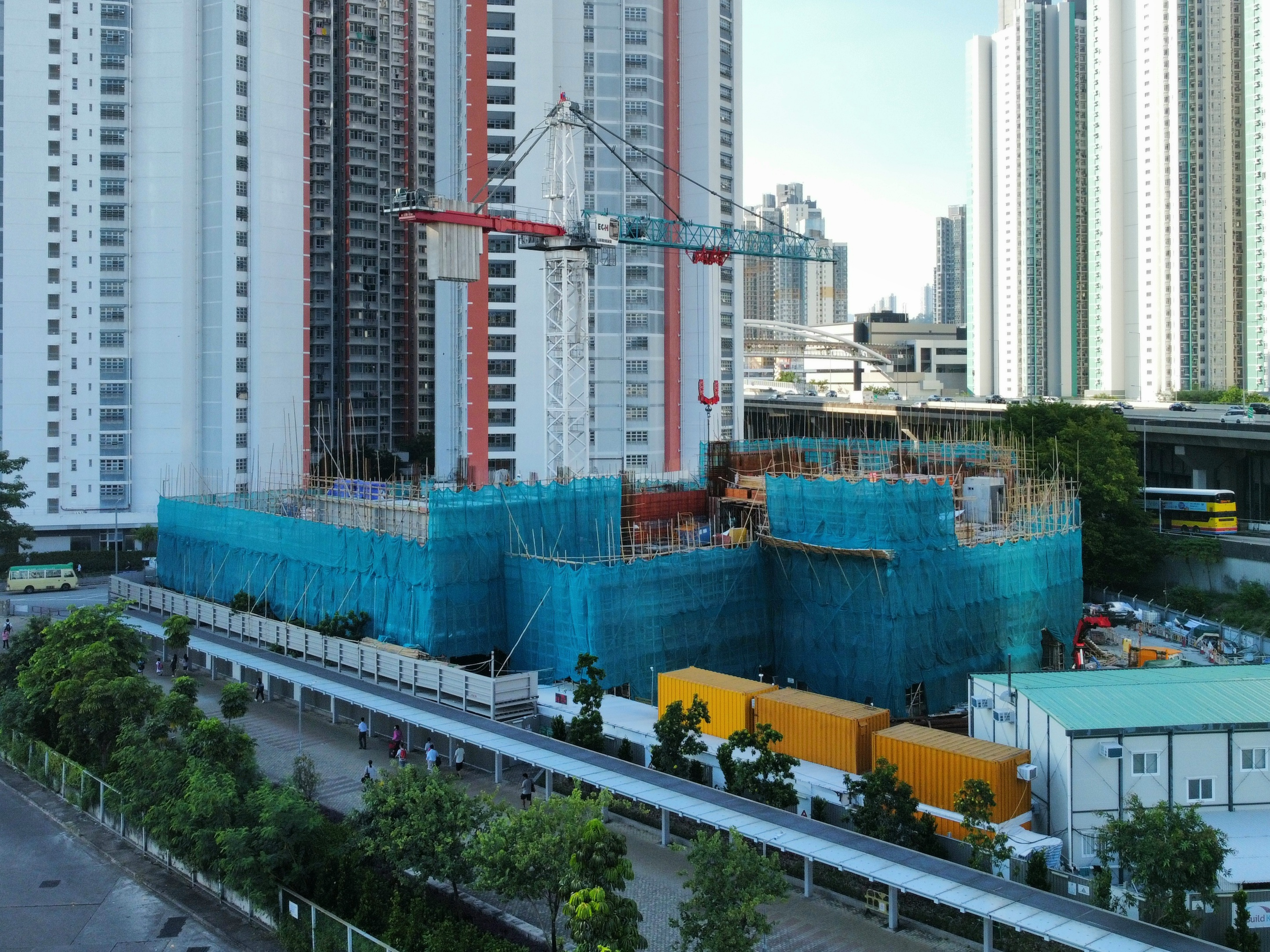
開始吊裝預製課室，2024年10月
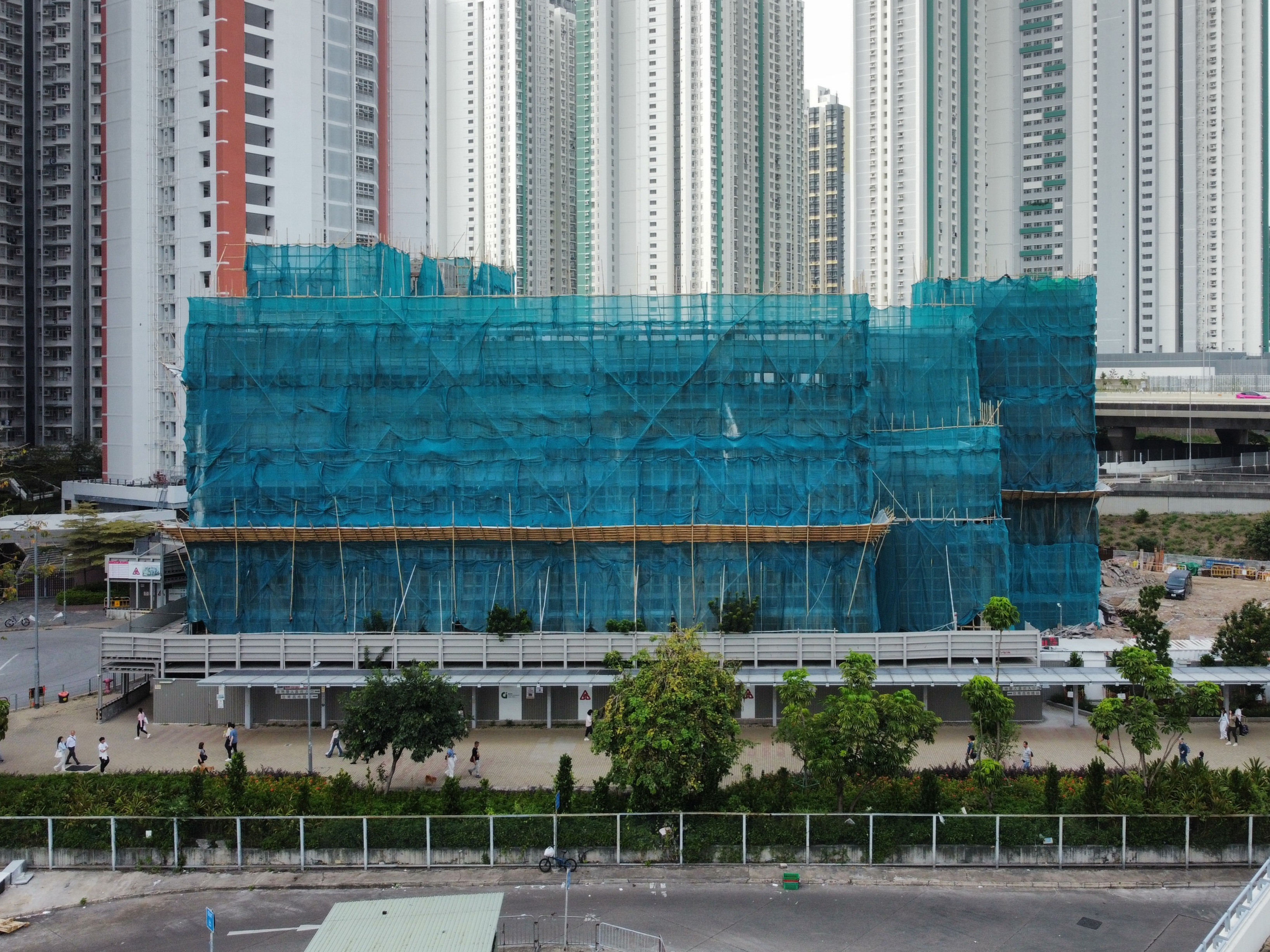
已封頂及拆除天秤，2025年5月
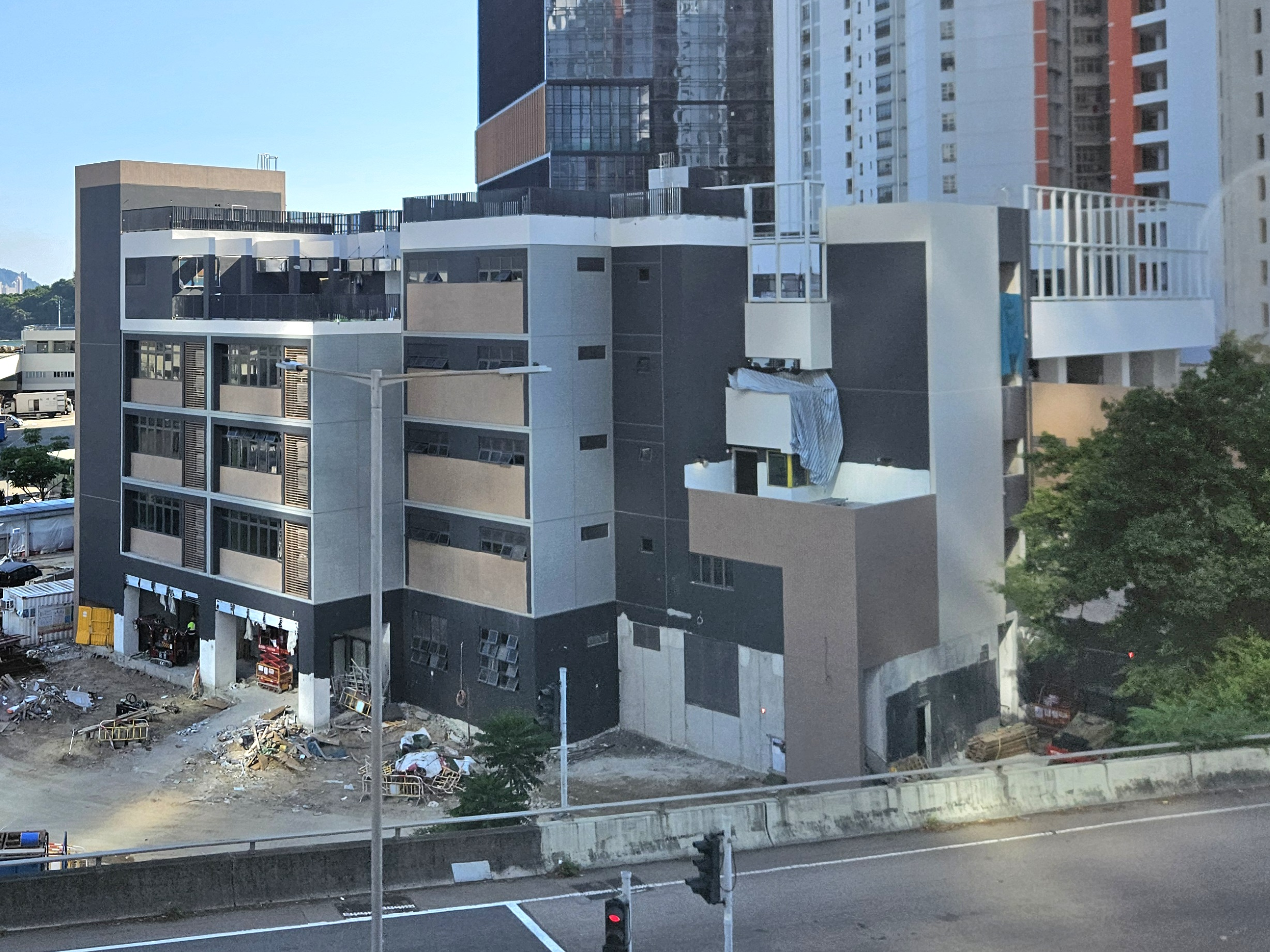
2025年6月

## 歷任校監
- 張漢卿修女 （1977-1978）
- 戴振容修女 （1978-1984；1986-1987）
- 曾惠卿修女 （1984-1986）
- 曾慶霖神父 （1987-1990）
- 張怡卿女士 （1990-1995）
- 歐陽輝神父 （1995-2001）[5]
- 曾偉雄神父 （2001-2007）
- 宋雲龍執事 （2007-2014）
- 陳永超神父 （2014-2022）
- 林祖明神父 （2022至今）

## 歷任校長
上午校：
- 張漢卿修女 （1977-1978）
- 戴振容修女 （1978-1984）
- 李麗卿修女 （1984-1987）
- 戴劍輝先生 （1987-2002）[5]
- 馮仕宗先生 （2002-2004）

下午校：
- 楊遠聯先生 （1978-1985）
- 麥慕潔女士 （1985-1997）
- 簡韻華女士 （1997-2003）[6]
- 黃玉梅女士 （2003-2005）

全日：
- 陳國明先生 （2004-2006）
- 周偉強先生 （2006-2010）
- 姚  芬女士 （2010-2013）
- 張作芳女士 （2013-2017）
- 蔡偉傑先生（2017至今）